# Radko Kovačič
Radko Kovačič, slovenski častnik, urednik in filmski scenarist, * 9. julij 1925, Idrija pri Bači.

## Življenje in delo
Ljudsko šolo je obiskoval v rojstnem kraju, gimnazijo in klasični licej pa v Gorici. Bil je v prvi skupini goriških dijakov, ki so na začetku leta 1943 odšli v partizane. Najprej je bil borec Severnoprimorskega odreda, nato kurir Aleša Beblerja in bolničar v 
Gradnikovi brigadi. Od oktobra 1943 je deloval pri VOS-u ter bil od aprila 1944 do osvoboditve politični komisar v 2. bataljonu 2. brigade KNOJ, ki je delovala predvsem v Brdih in Beneški Sloveniji. Po vojni je ostal v JLA in bil do leta 1948 v KNOJ-u. Nato je postal načelnik doma JLA v Ljubljani (bivši Hotel Miklič). Leta 1954 je bil premeščen v Beograd, kjer je bil do 1964 načelnik Umetniškega ansambla JLA. Od 1968 je bil glavni in odgovorni urednik osrednje jugoslovanske vojaške revije Obramba in zaščita. Ob delu je 1965 na Univerzi v Beogradu končal Akademijo za gledališče, radio, film in televizijo. Napisal je več scenarijev za dokumentarne filme z obrambno vsebino (Vas v splošnem ljudskem uporu, Krajevna skupnost v prvih dneh vojne, Splošni upor v začasno zasedenem mestu, Vojni požari v mestih itd.) Za svoje filmsko delovanje je leta 1974 prejel nagrado »22. december«. Na leta, ki jih je preživel v partizanih je napisal nekaj spominskih člankov, ki so bili med drugim objavljeni v reviji Borec in Primorskih novicah. Upokojen je bil kot polkovnik.